# Dubăsarii Vechi, Criuleni
Dubăsarii Vechi este un sat din raionul Criuleni, Republica Moldova. 
Istoria !
Prima atestare documentară a satului Dubăsari (acum Dubăsarii Vechi) din ținutul Orhei este din 25 septembrie 1704 într-un uric prin care boierii dau mărturie că fiind satul Tohatinului, ținutul Orhei, al lui Iordache Ruset, mare vornic, cumpărat de la feciorii lui Carp spătarul, alături de Dubăsari, al lui Iordachi beizadea, feciorul răposatului Antonie voievod, din care o bucată de loc era stâlpit în hotarul Tohatinului, dovedindu-se la judecată cu dresele arătate că acel loc este al lui Iordachi beizadea pentru acel loc i-au dat în schimb feciorii lui Carp lui Iordache vornicul, din moșia Bălănești, după hotărnicia lui Darie Donici, mare clucer, împreună cu megieșii, dându-i-se din câmp cât nu s-a ajuns cu pomet. Hotare: apa Nistrului, piscul Ciocârlanului, capul Cârjovului rediul Recea (movila lată), fântâna lui Miron și Trestieni.
Nicolae Donici a întemeiat aici în 1908 Observatorul de astronomie fizică. În localitate se află un liceu care îi poartă numele; liceul este frecventat și de elevi din satul vecin, Corjova. Tot în sat se află tabăra „Zorile Nistrene” care în ultimii ani nu mai activează.
În preajma satului se află două sectoare reprezentative cu vegetație silvică: pădurea Pogoreloe și o pădure de plop.
Dicționarul Geografic al Basarabiei publicat de Zamfir Arbore în 1902 oferă următoarea descriere: Dubăsarii-Vechi, rusește Starîe-Dubosarî, sat, în jud. Bender, volostea Telița, așezat pe malul Nistrului, acolo unde râul face cea mai mare curbatură, dintre Criuleni și Grigoriopol, din guvernământul Herson. Pozițiunea geografică: 47°8' lat., 26°SV long. înălțimea locului 66 stânj. deasupra n. m., după harta st. maj. rus. Are 243 case, cu o populație de 2575 suflete; biserică; școală elementară de băieți și de fete. Vite mari ale proprietarului Lisacovski 700; ale satului, 527 capete.

## Administrație și politică
Componența Consiliului local Dubăsarii Vechi (13 consilieri), ales la 5 noiembrie 2023, este următoarea:
|  | Partid                                       | Consilieri | Componență | Componență | Componență | Componență | Componență | Componență | Componență |
|  | -------------------------------------------- | ---------- | ---------- | ---------- | ---------- | ---------- | ---------- | ---------- | ---------- |
|  | Candidat independent VEACESLAV MOSCALICIUC   | 1          |            |            |            |            |            |            |            |
|  | Liga Orașelor și Comunelor                   | 7          |            |            |            |            |            |            |            |
|  | Partidul Acțiune și Solidaritate             | 3          |            |            |            |            |            |            |            |
|  | Partidul Socialiștilor din Republica Moldova | 1          |            |            |            |            |            |            |            |
|  | Candidat independent VASILI NOVAC            | 1          |            |            |            |            |            |            |            |

## Galerie de imagini
Conacul familiei Donici din localitate
Alte locuri

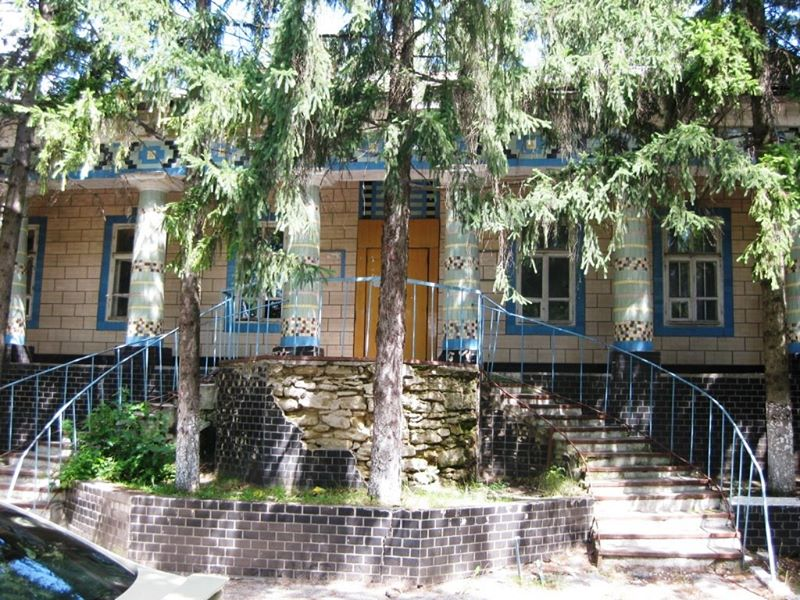
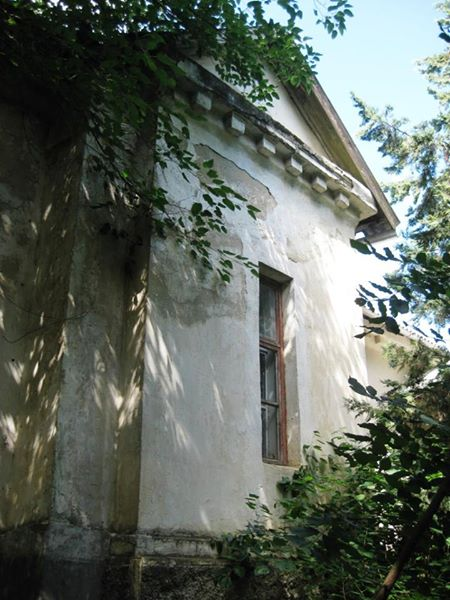
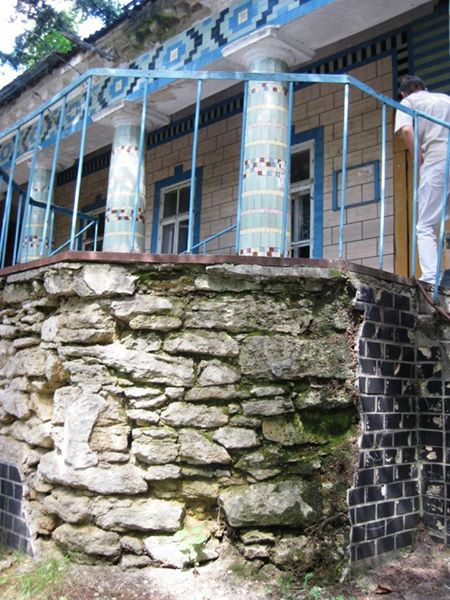
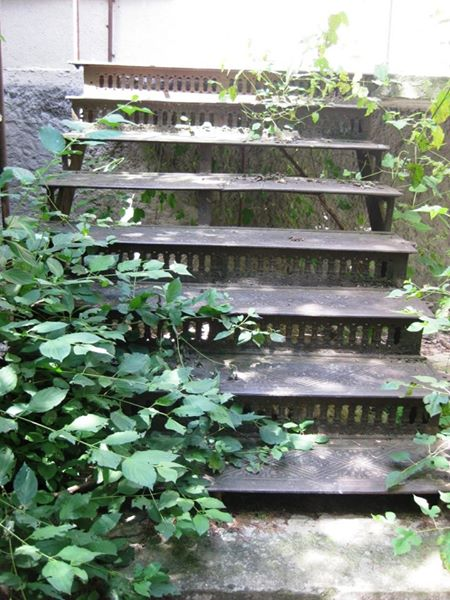

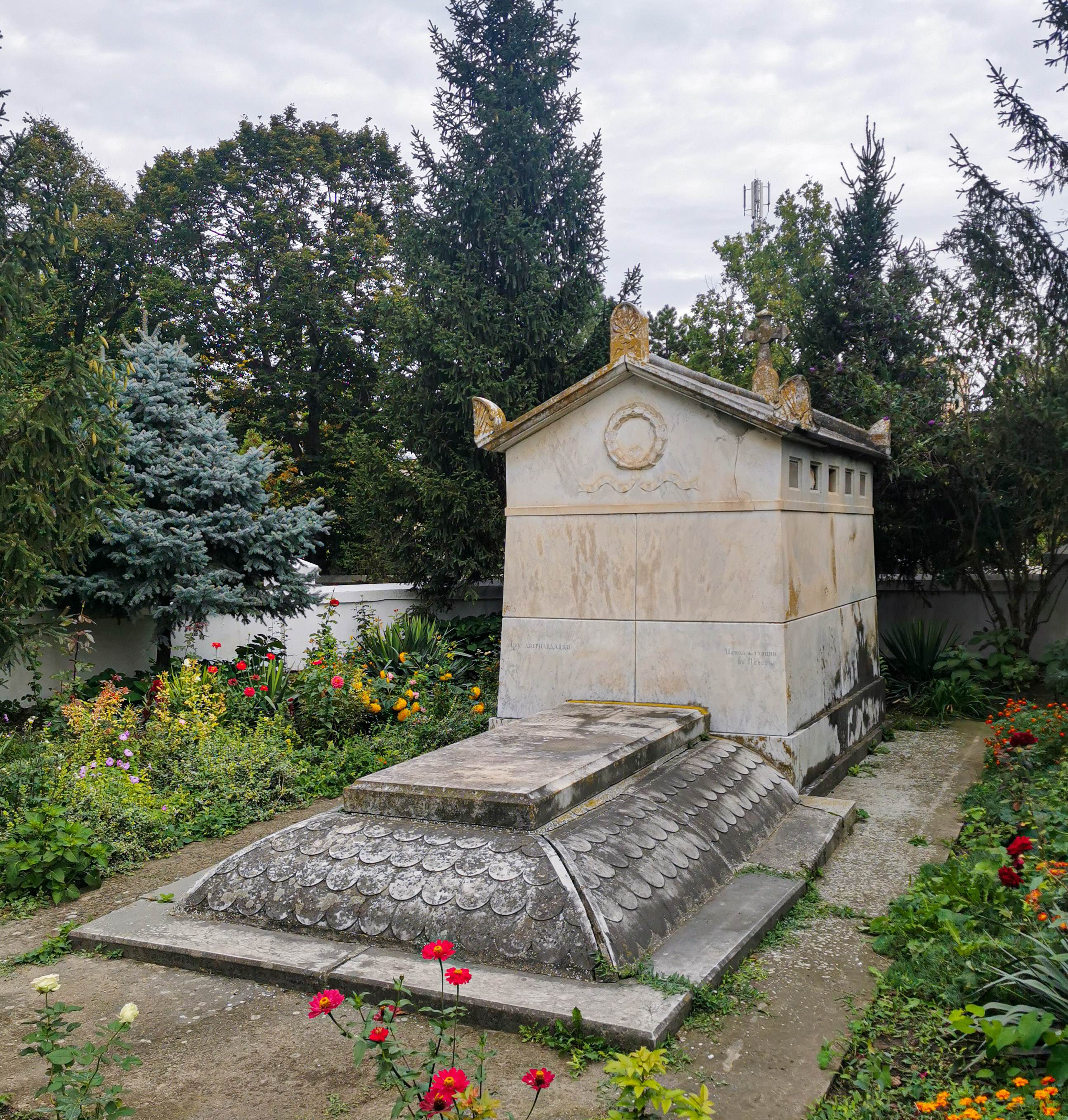
Necropola familiilor Donici și Macri.
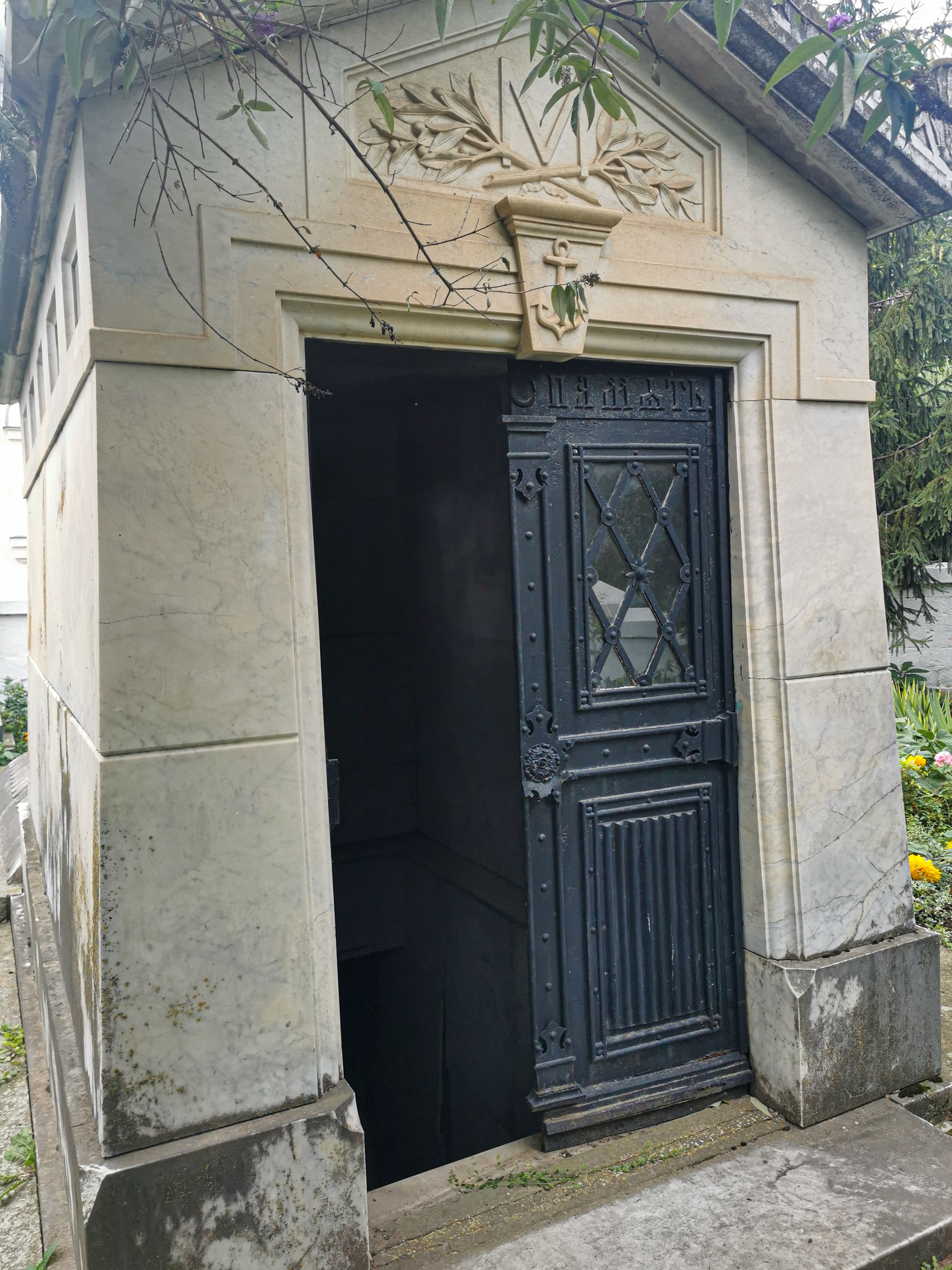
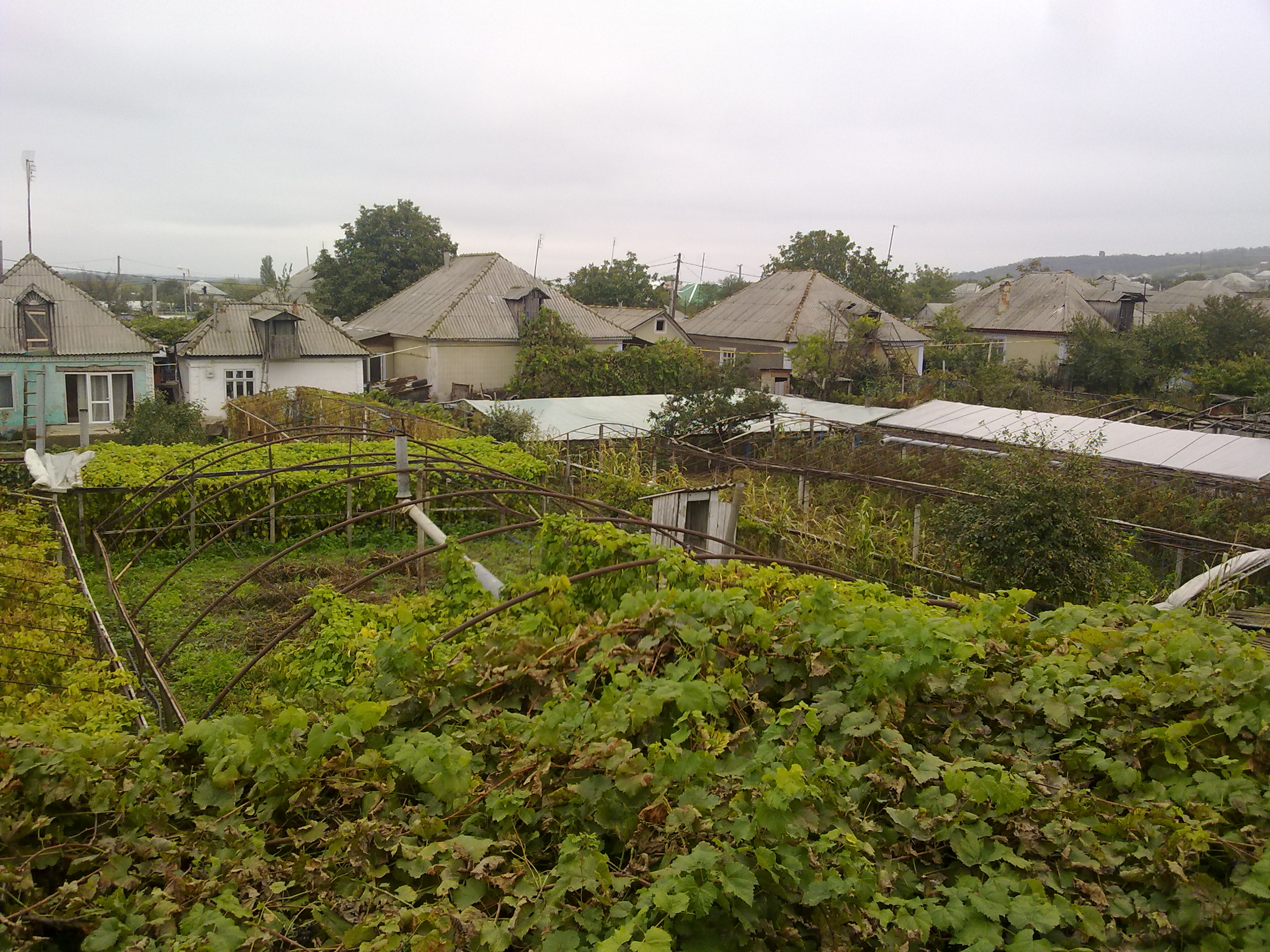
Una dintre îndeletnicirile de bază ale sătenilor este creșterea legumelor în sere.
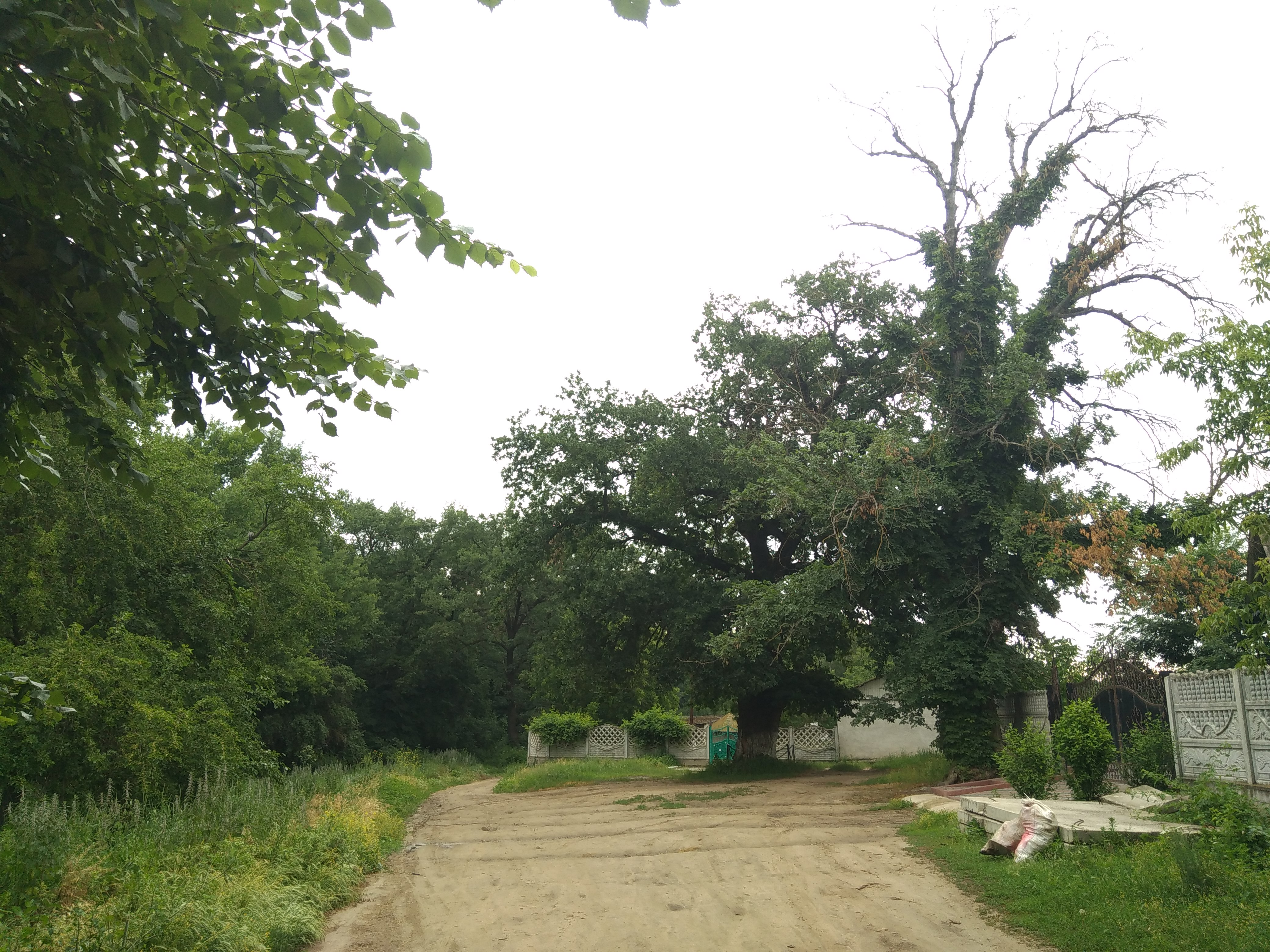
Parcul „Pogoreloe” (Pohorela), amplasat în partea de nord a Dubăsarilor.
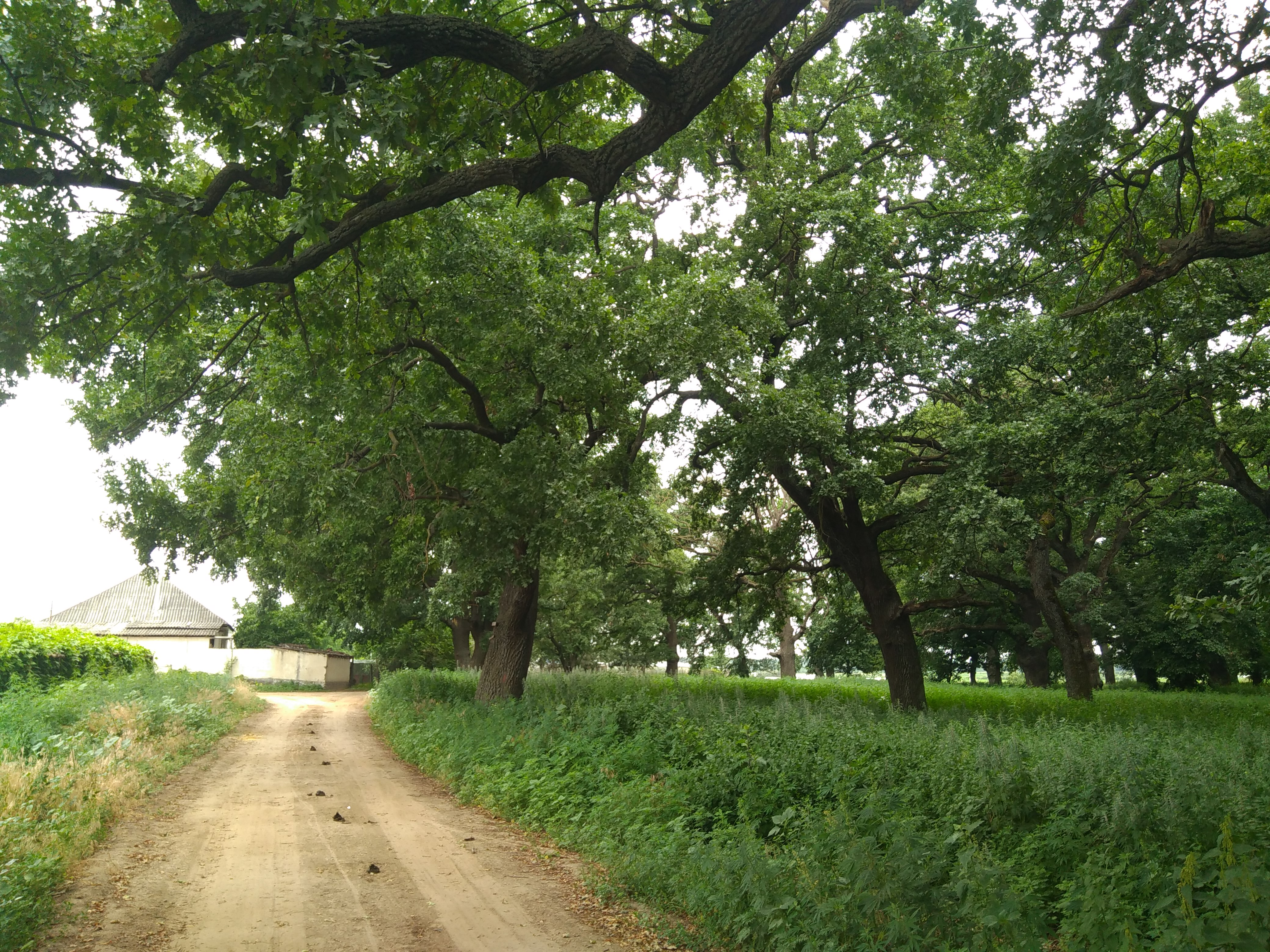
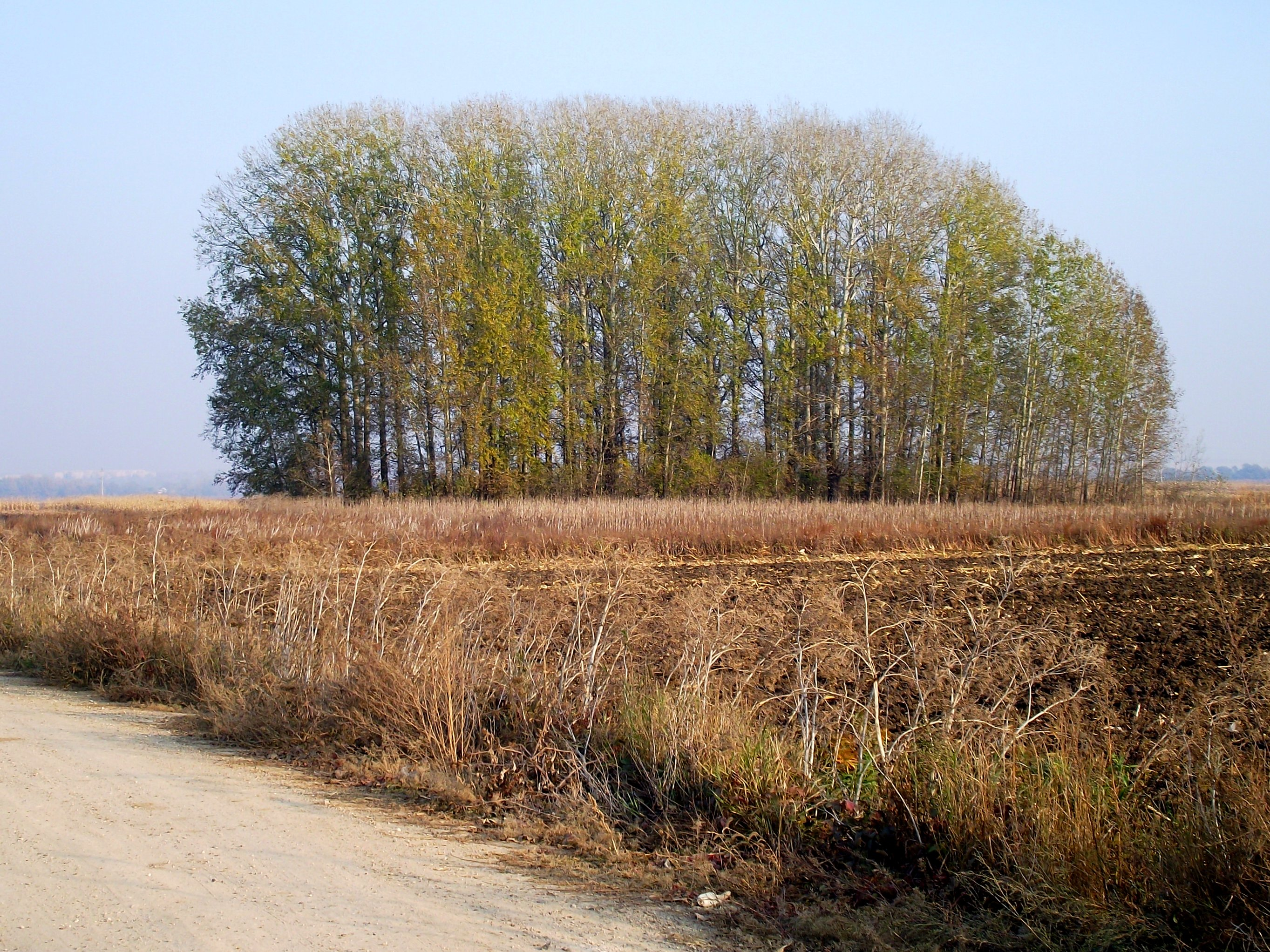
Desiș de plop în sudul localității.
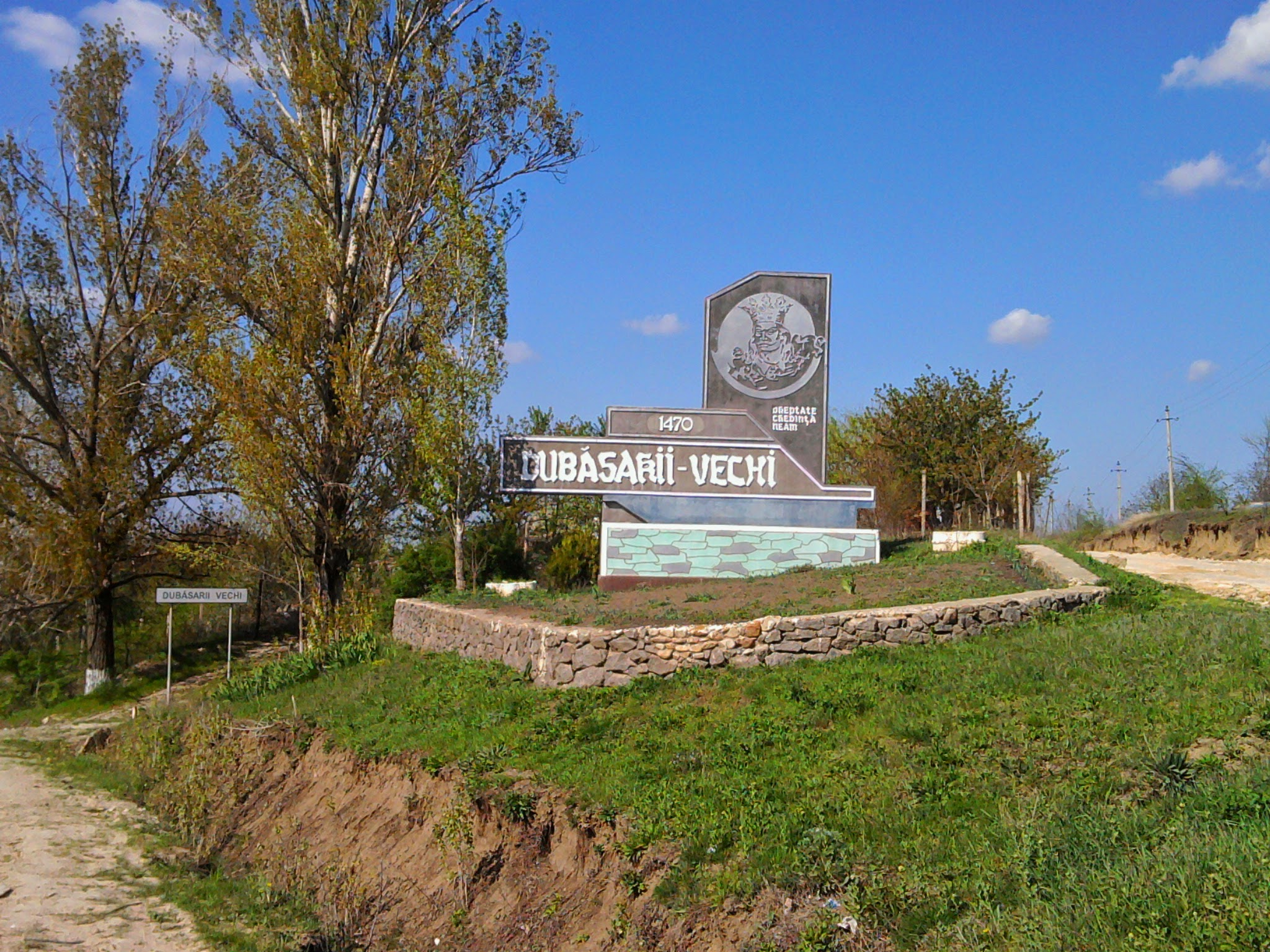
Intrarea în sat.
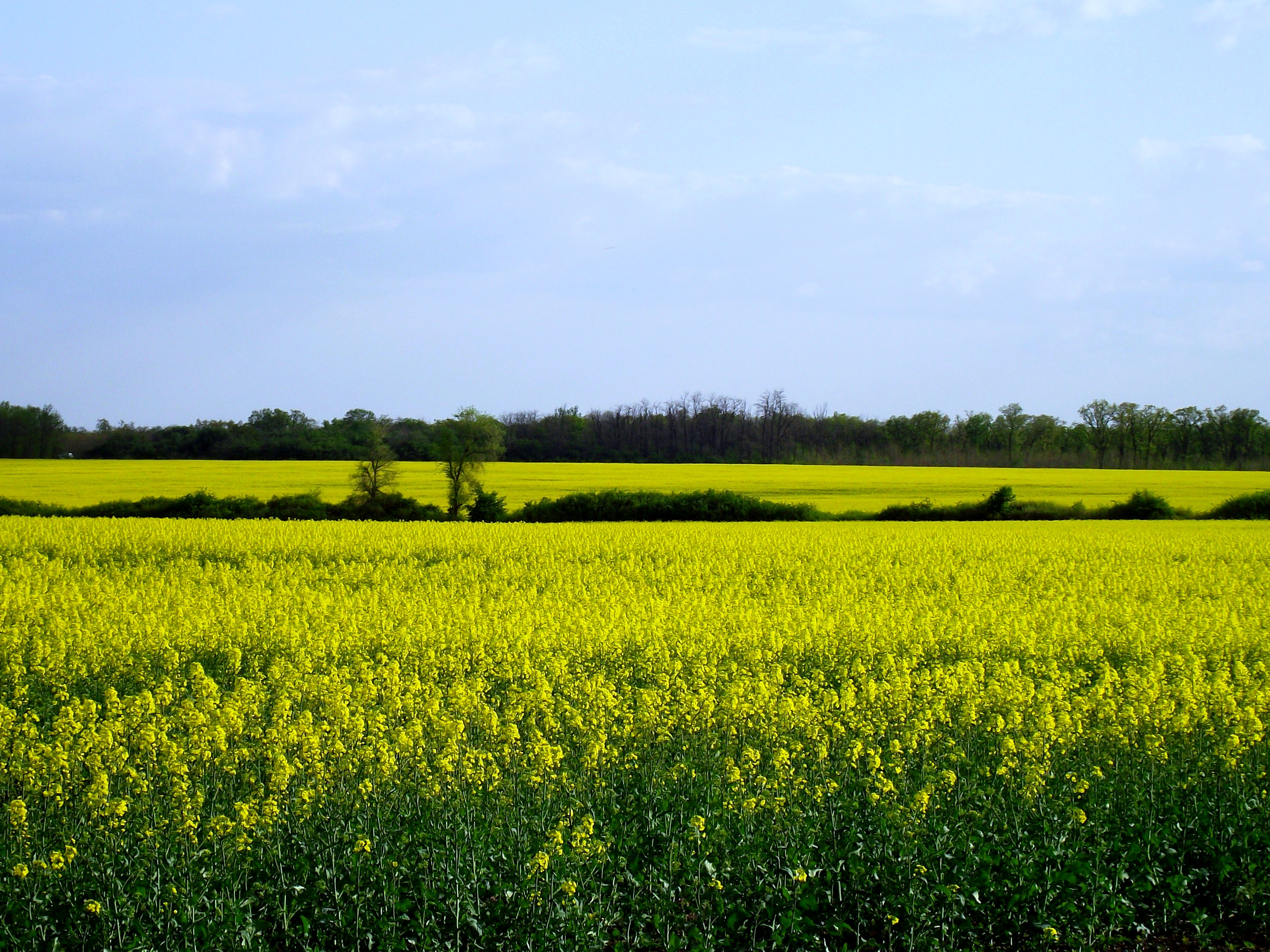
Câmp de rapiță pe moșia satului.
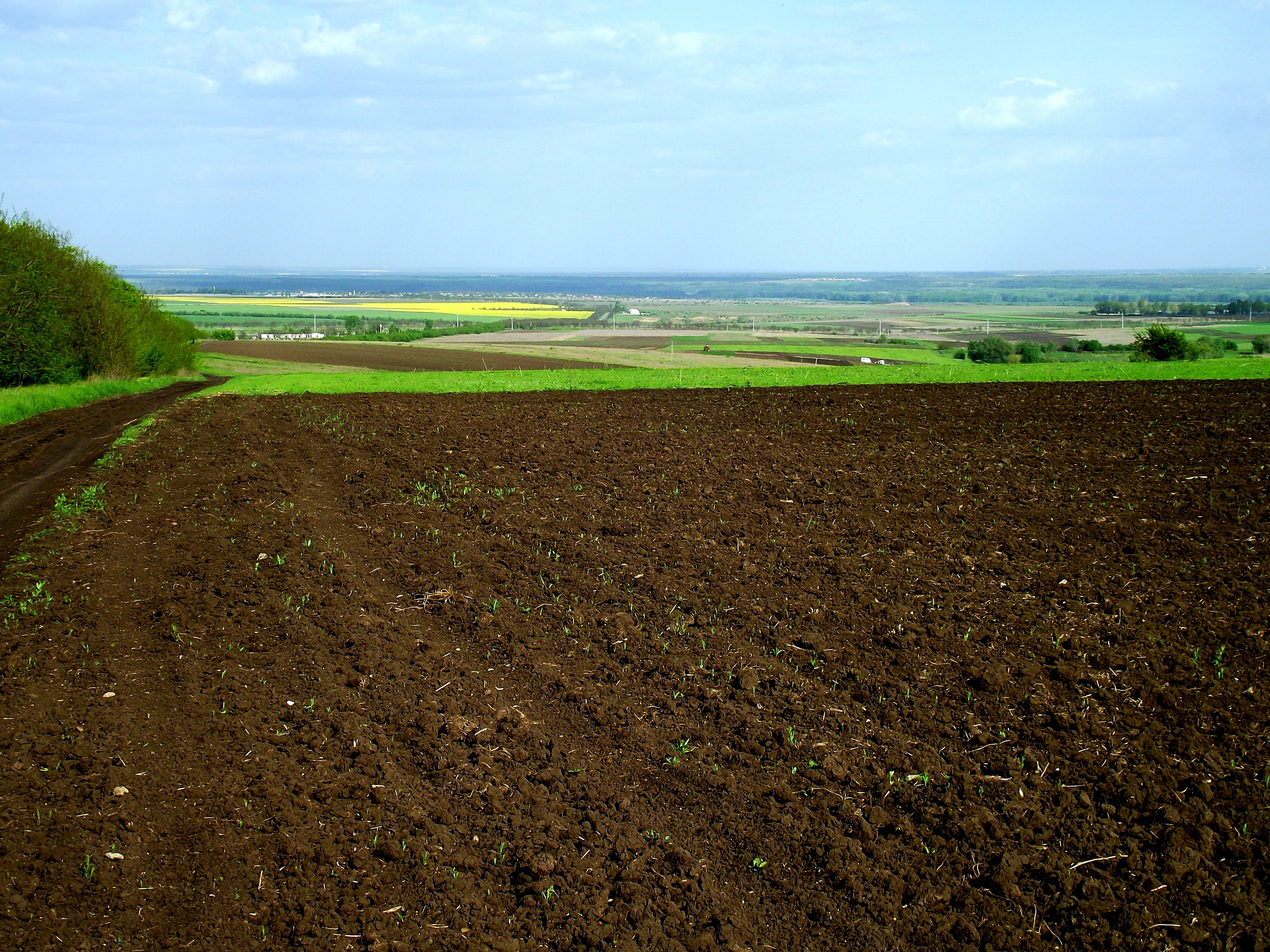
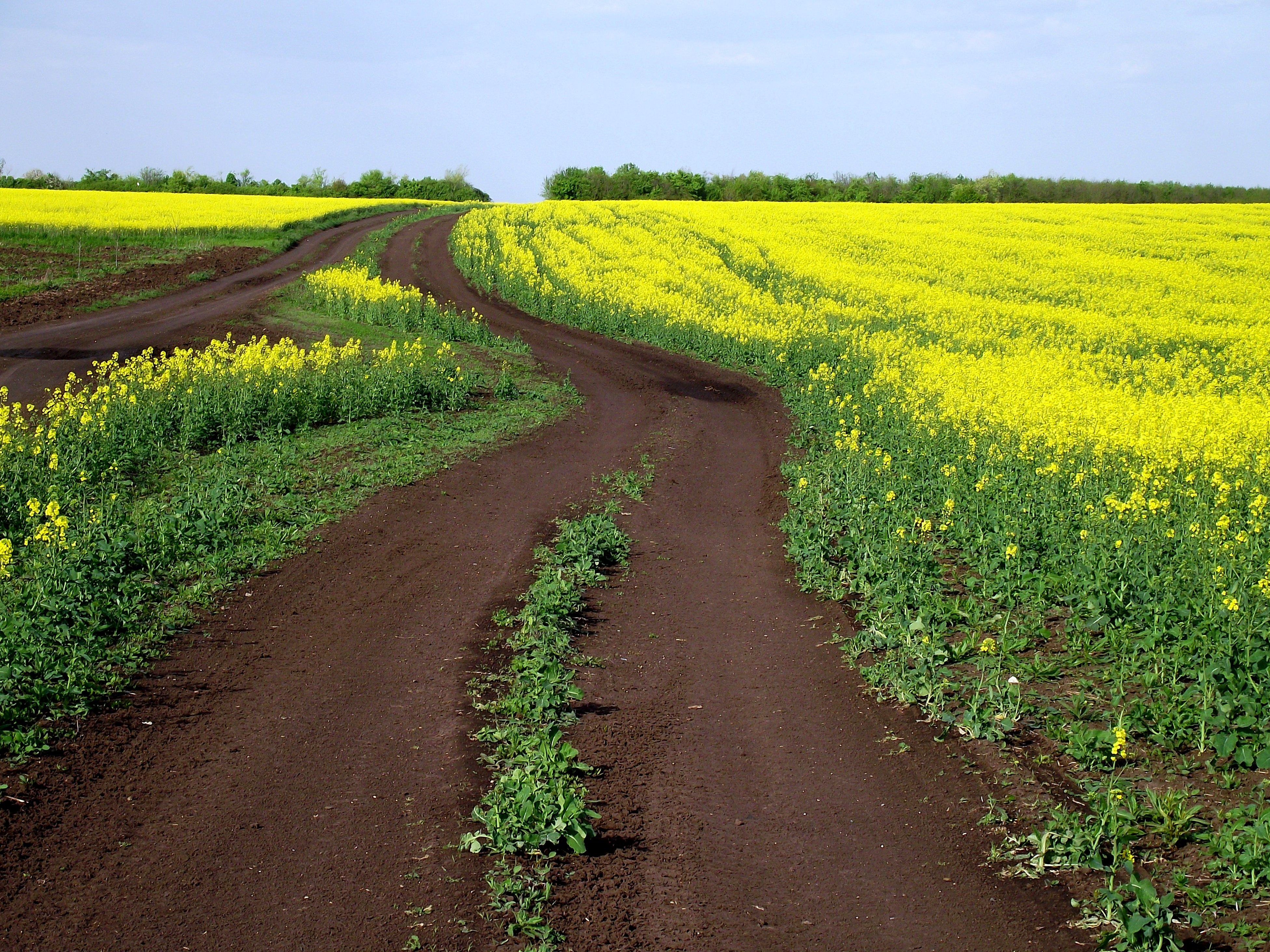
Drumuri de țară pe moșia satului.
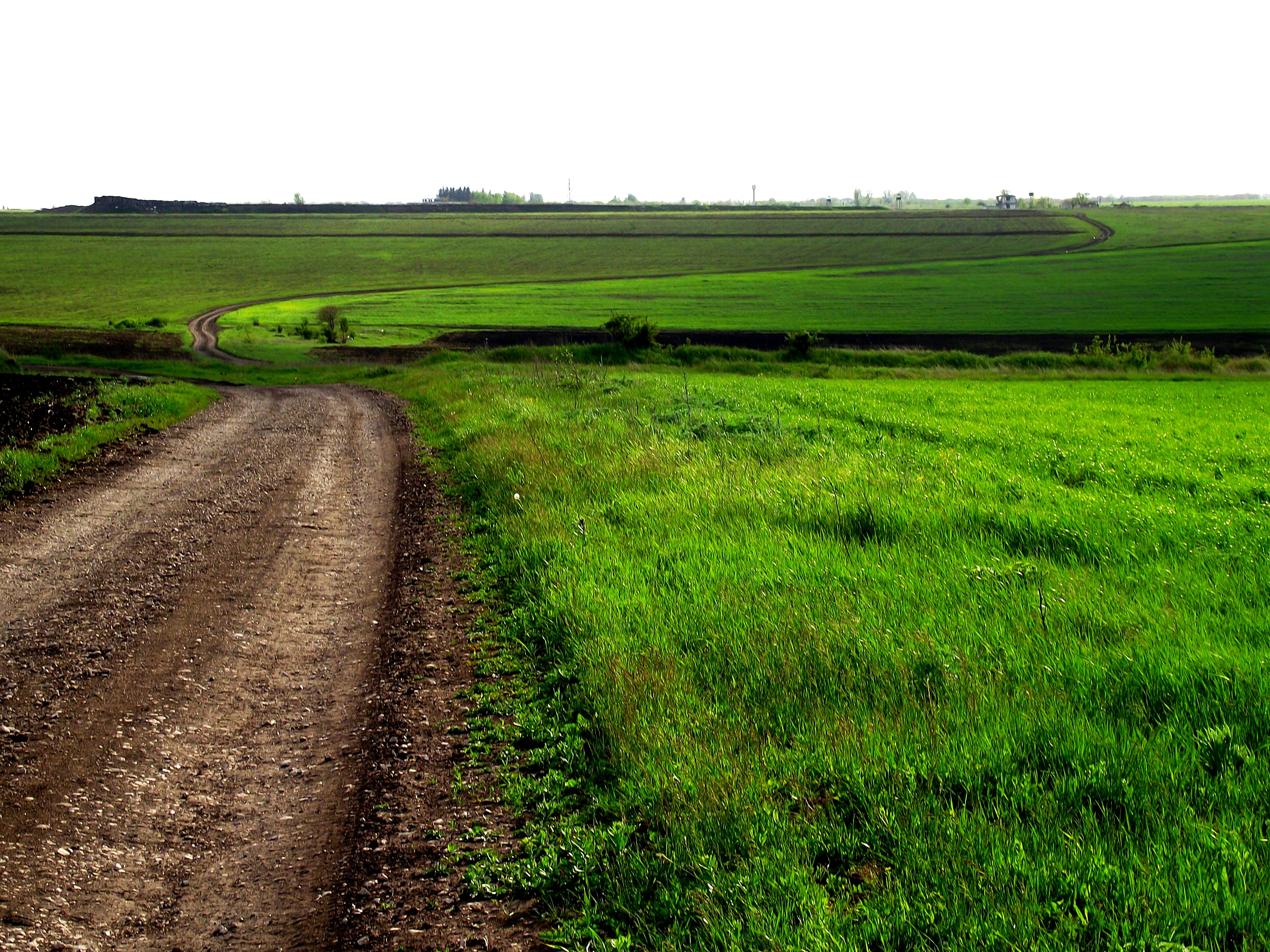
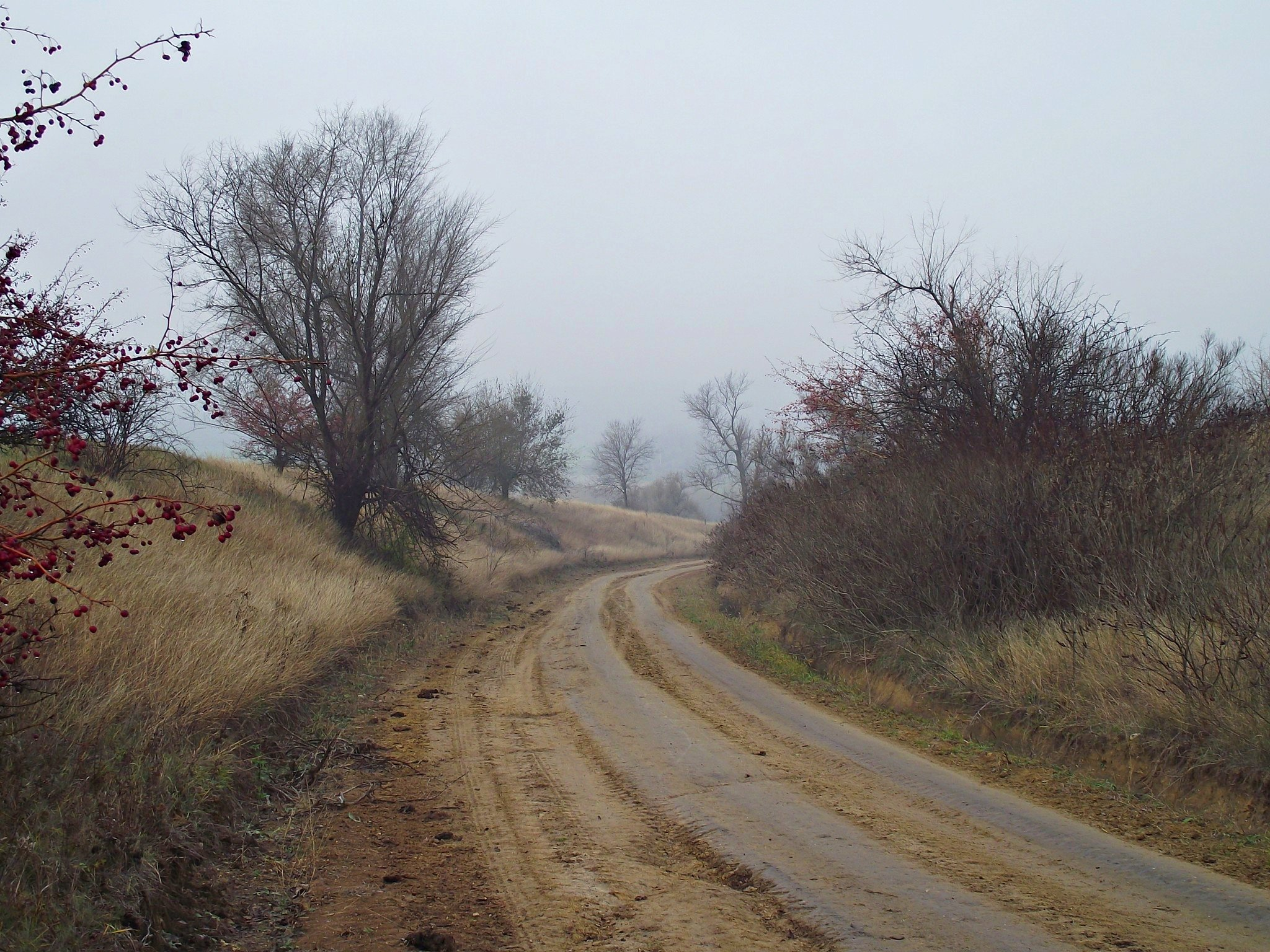

## Vezi și
- Conacul familiei Donici